# L.A.R.S.T H.U.G. Vega Koncert
L.A.R.S.T. H.U.G. VEGA Koncert er et tripple live-album af den danske musiker Lars H.U.G., udgivet den 28. maj 2021. Albummet dokumenterer Lars H.U.G.s sidste koncert, som fandt sted i VEGA, København, den 1. september 2016. Koncerten afsluttede H.U.G.s karriere som turnerende musiker efter flere årtier, hvor han havde etableret sig som en af de mest markante skikkelser på den danske musikscene.

## Baggrund
Koncerten i VEGA blev Lars H.U.G.s afskedskoncert. Udgivelsen inkluderer 28 numre fordelt på tre 180g vinylplader i gatefolds, pakket i en luksuriøs boks med en tilhørende 88-siders "Mega Songbook" med alle H.U.G.s sangtekster og hans egne kunstværker. Albummet blev var den første plade til at blive udgivet på VEGArec, et pladeselskab startet af spillestedet VEGA.
I sit forord til Mega Songbook beskriver H.U.G. tankerne bag udgivelsen af hans sidste offentlige optræden som et livealbum sammen med en samling af hans sangtekster. Han forklarer, hvordan ideen om at koble VEGA-koncerten sammen med en Mega Songbook kom naturligt, da "VEGA rimede på Mega". Dette er både en hyldest til hans karriere og en invitation til lytterne om at genopdage hans tekster på en ny måde, hvor de kan stå alene som poetiske værker.
Lars H.U.G. tilføjede også en personlig besked til lytterne i albummets artwork, hvor han udtrykker sin taknemmelighed for at have afsluttet sin live-karriere på så høj en note. I beskeden nævner han, hvordan han oprindeligt havde planlagt at afslutte sin turnékarriere i Ringsted, men blev inviteret til at spille i VEGA som en del af spillestedets 20-års jubilæum. Han beskriver det som en "gave" at vende tilbage til VEGA, hvor han også havde været med til at åbne spillestedet i 1996, og ser det som en smuk måde at afslutte sin live karriere på. H.U.G. udtrykker sin dybe taknemmelighed over for sit band, crew, staff og publikum for deres støtte gennem årene, og han afslutter sin besked med ordene: "1000 tak for i aften. Godnat & Kom godt hjem!"

## Indhold
Albummet rummer liveoptagelser af Lars H.U.G.s mest kendte sange fra både hans solokarriere og hans tid som medlem af bandet Kliché. Blandt højdepunkterne på albummet er numre som "Elsker dig for evigt", "Militskvinder", "Backwards", "Natsværmer" og "10 Sekunders Stilhed".

### Trackliste Vinyl

#### L.A.R.S.T H.U.G. VEGA Koncert 1 Vinyl
Side A:
1. Intermezzo – 1:51 (fra 10 Sekunders Stilhed, 2014)
2. Verden Går Sin Gang – 6:09 (fra 10 Sekunders Stilhed, 2014)
3. Elsk Dig Selv – 3:32 (fra 10 Sekunders Stilhed, 2014)
4. Den Sidste Tid – 5:50 (fra 10 Sekunders Stilhed, 2014)
5. Ovartaci – 4:26 (fra 10 Sekunders Stilhed, 2014)
6. De Søde Søndage – 3:31 (fra 10 Sekunders Stilhed, 2014)

#### Side B
1. New York – 6:28 (fra 10 Sekunders Stilhed, 2014)
2. Till The End Of The World – 3:46 (fra Save Me From This Rock 'n' Roll, 2003)
3. Waterfall – 6:06 (fra Kiss & Hug – From a Happy Boy, 1996)
4. Backwards – 7:11 (fra Kiss & Hug – From a Happy Boy, 1996)

#### Side C
1. Blidt Over Dig – 5:15 (fra Blidt Over Dig, 1992)
2. Natsværmer – 4:33 (fra Blidt Over Dig, 1992)
3. ? Er Lykken Så Lunefuld – 5:59 (fra Blidt Over Dig, 1992)
4. Solen Er Så Rød – 3:34 (fra Kopy, 1989)
5. Dansevise – 4:00 (fra Kopy, 1989)

#### Side D
1. Hvor Går Vi Hen – 4:42 (fra Kysser Himlen Farvel, 1987)
2. Mon De Kan Reparere Dig – 5:38 (fra Kysser Himlen Farvel, 1987)
3. Elsker Dig For Evigt – 7:02 (fra Kysser Himlen Farvel, 1987)
4. Kysser Himlen Farvel – 3:54 (fra Kysser Himlen Farvel, 1987)

#### Side E
1. Vent – 4:42 (fra City Slang, 1984)
2. Bravo Charlie – 3:09 (fra Okay Okay Boys med Kliché, 1982)
3. Okay Okay Boys – 4:07 (fra Okay Okay Boys med Kliché, 1982)
4. Havets Blå – 4:03 (fra Supertanker med Kliché, 1980)
5. Militskvinder – 6:46 (fra Supertanker med Kliché, 1980)

#### Side F
1. 10 Sekunders Stilhed – 5:07 (fra 10 Sekunders Stilhed, 2014)
2. Skibet Hedder Afsked – 4:36 (fra Kysser Himlen Farvel, 1987)
3. En Stor Familie – 6:42 (fra Kysser Himlen Farvel, 1987)
4. Altid Lys – 5:34 (fra 10 Sekunders Stilhed, 2014)

## Vinyludgaven
Vinyludgaven af albummet blev udgivet i en luksuriøs boks, som oprindeligt blev produceret i et oplag på 1.000 eksemplarer. Denne første produktion blev udsolgt med det samme. Et andet oplag på 500 eksemplarer blev udgivet og blev udsolgt over det næste år. I marts 2024 blev de sidste 500 eksemplarer sat til salg via Lars H.U.G.s egen HUGshop, hvor de stadig er tilgængelige. I alt er der produceret 2.000 eksemplarer af vinylboksen, og ifølge holdet bag kommer der ikke flere.
Vinyludgaven opnåede betydelig succes i Danmark. Den gik direkte ind som nummer 1 på den danske vinylhitliste og blev den 14. mest solgte vinyl i Danmark i 2021.

## Filmudgaven
Den 28. marts 2022, næsten et år efter albumudgivelsen, havde filmudgaven af koncerten premiere under dokumentarfilmfestivalen CPH:Dox
i et udsolgt Imperial-biograf i København. Filmen, der fik biograftitlen L.A.R.S.T. H.U.G. VEGA Koncert G.R.E.A.T.E.S.T. L.I.V.E., blev instrueret af Lars H.U.G. og Niklas Konoy, som også stod for klipningen. Filmen tilbyder en visuel fortolkning af den historiske koncert og tilføjer et nyt lag til forståelsen af Lars H.U.G.s sidste liveoptræden. For at få filmen til at passe ind i biografernes spilleplaner, blev nogle af de mindre kendte sange klippet ud, hvilket gjorde filmen lidt kortere end den fulde koncertoptagelse.
Efter premieren blev filmen vist i de fleste danske biografer. Den startede i næsten alle Nordisk Film Biografer, da de også fungerede som distributører af filmen, og blev efterfølgende vist i uafhængige biografer. Filmen er produceret af GUH Production og Kayemsee. På TV 2 Play er filmudgaven blevet kaldt "Den sidste koncert med Lars H.U.G.".

## CD-udgave
Allerede kort efter udgivelsen begyndte fans at efterspørge koncerten på CD. I 2024 blev det så annonceret, at en CD-udgave var på vej. Denne udgave vil bestå af 3 CD'er, der indeholder alle sangene fra vinyludgaven samt en ekstra sang: Lars H.U.G.s udgave af Louis Armstrongs "What a Wonderful World", indspillet live i VEGA 20 år tidligere under den allerførste koncert i VEGA. CD-udgaven forventes at udkomme i løbet af 2024.

## Modtagelse
L.A.R.S.T. H.U.G. VEGA Koncert blev modtaget med stor interesse og anerkendelse fra både kritikere og fans, der så det som en værdig afslutning på Lars H.U.G.s lange og markante karriere som musiker.
Ekstra Bladet roste albummet og skrev, at det mindede lytterne om, hvorfor Lars H.U.G. fortsat er en af de mest savnede figurer i dansk musik. Anmelderen fremhævede de "skønne versioner" af flere af H.U.G.s klassikere og noterede, at albummet formåede at indfange energien og magien fra den sidste koncert.
Politiken gav albummet fire ud af seks hjerter og beskrev det som en afsked, der fangede essensen af Lars H.U.G.s kunstneriske virke. Anmeldelsen fremhævede især den måde, hvorpå livealbummet formåede at fange intensiteten og følelserne fra VEGA-koncerten.
Jyllands-Posten betegnede L.A.R.S.T. H.U.G. VEGA Koncert som et nostalgisk mindesmærke over en kunstner, der gennem sin karriere har udforsket mange musikalske territorier. De roste albummets produktion og fremhævede den særlige atmosfære, som H.U.G. og hans band formåede at skabe live.
Avisen Danmark roste også albummet og beskrev det som en følelsesmæssig og kraftfuld optræden, der blev leveret med den præcision og lidenskab, som Lars H.U.G. er kendt for. Anmeldelsen bemærkede, at albummet på fineste vis dokumenterede en historisk koncert.
Samlet set blev albummet modtaget som en stærk og mindeværdig dokumentation af Lars H.U.G.s sidste liveoptræden, og det blev betragtet som en værdig afsked for en kunstner, der har sat et markant præg på den danske musikscene gennem flere årtier.

## Merchandise
I forbindelse med udgivelsen blev der produceret en lang række plakater baseret på kunsten i Mega SongBook og artworket til pladen. Nogle af disse plakater er stadig tilgængelige på Lars H.U.G.s officielle hjemmeside.

## Kreditering
L.A.R.S.T. H.U.G. VEGA Koncert involverede en række nøglepersoner og bidragsydere, som alle blev krediteret i den medfølgende booklet. Niklas Konoy, der fungerede som en drivende kraft bag projektet, spillede en central rolle i både produktionen af albummet og filmudgaven.

### Band
- - Povl Kristian: Kor/Keys
  - Peter Peter: Kor/Guitar
  - Rasmus Hedeboe: Kor/Guitar
  - Mikkel Riber: Kor/Bass
  - Jacob Funch: Kor/Guitar
  - Kim Thomsen: Trommer
  - Featuring: Jimmi Riise: Sax

### Crew
- - PA/Live-lyd: Sune Snellman
  - Monitor: Claus Lyd 208
  - Scenelys: Christian Lys Linnet
  - Baggear: Frank Flück
  - Sceneassistent: Tobias 4hand
- Tour Manager: Stener Nielsen
- Support: Johnie-B-Good-Brøgger, Steen Vega Jørgensen
- Backup: Niklas Konoy, Annelise Mikkelsen, Ella
- Band-portrætfoto: Christian Krog
- X-Ray-fotos: CPH Airport, Vibeke Hovmand, Hans Nordbæk Rasmussen, Fotograf: Søren Kirkegaard – Idé: H.U.G.
- Mix: Povl Kristian – ZUFI Studie
- Producer: Povl Kristian / H.U.G.
- Mastering: Jan Eliasson – AudioPlanet
- Artwork / Cover: Kayemsee inc. / H.U.G. – Paintings
- Artwork Finish: NybroeMEDIA
- Art Director: Niklas Konoy / Lars Hugh Uno Grammy
- Vinyltryk: Nordsø Records
- Management: Tom Nybroe
- Produceret af: Kayemsee / GUH Production ApS
- Produceret for: VEGArec